# Chassy (Yonne)
Chassy ist eine französische Gemeinde mit 475 Einwohnern (Stand 1. Januar 2022) im Département Yonne in der Region Bourgogne-Franche-Comté; sie gehört zum Arrondissement Auxerre und zum Kanton Charny Orée de Puisaye. 

## Geographie
Chassy liegt etwa siebzehn Kilometer westnordwestlich von Auxerre am Tholon. Umgeben wird Chassy von den Nachbargemeinden Montholon im Norden, Poilly-sur-Tholon im Osten und Nordosten, Saint-Maurice-Thizouaille im Süden und Südosten, Le Val d’Ocre im Süden und Südwesten, Les Ormes im Westen sowie La Ferté-Loupière im Nordwesten.

## Bevölkerungsentwicklung
| Jahr                       | 1962 | 1968 | 1975 | 1982 | 1990 | 1999 | 2006 | 2013 | 2020 |
| Einwohner                  | 403  | 365  | 325  | 317  | 360  | 376  | 466  | 463  | 467  |
| Quellen: Cassini und INSEE |      |      |      |      |      |      |      |      |      |

## Sehenswürdigkeiten
- Kirche Saint-Loup
- Herrenhaus Roncemay aus dem 19. Jahrhundert, heute Hotel-Restaurant

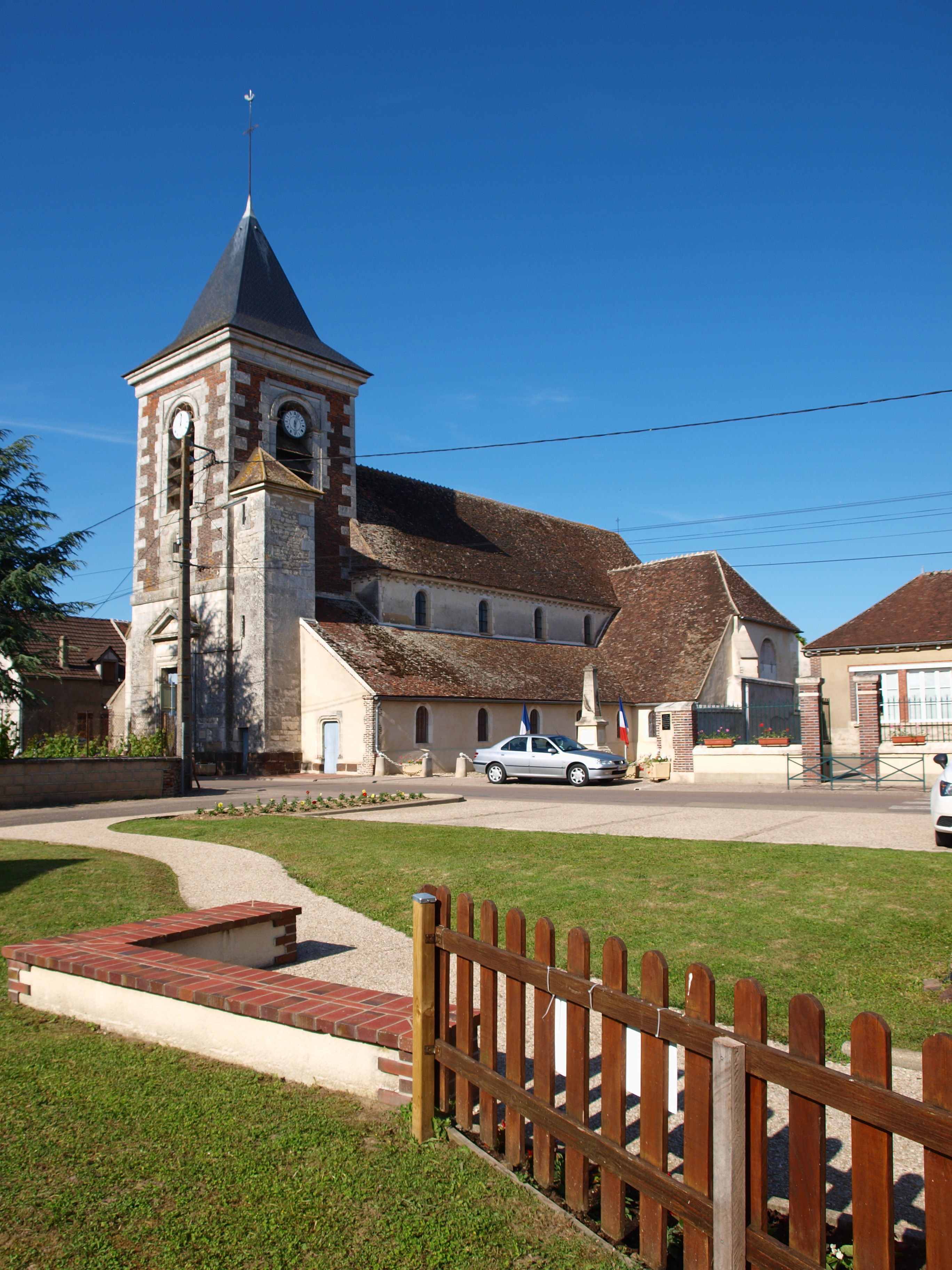
Kirche Saint-Loup
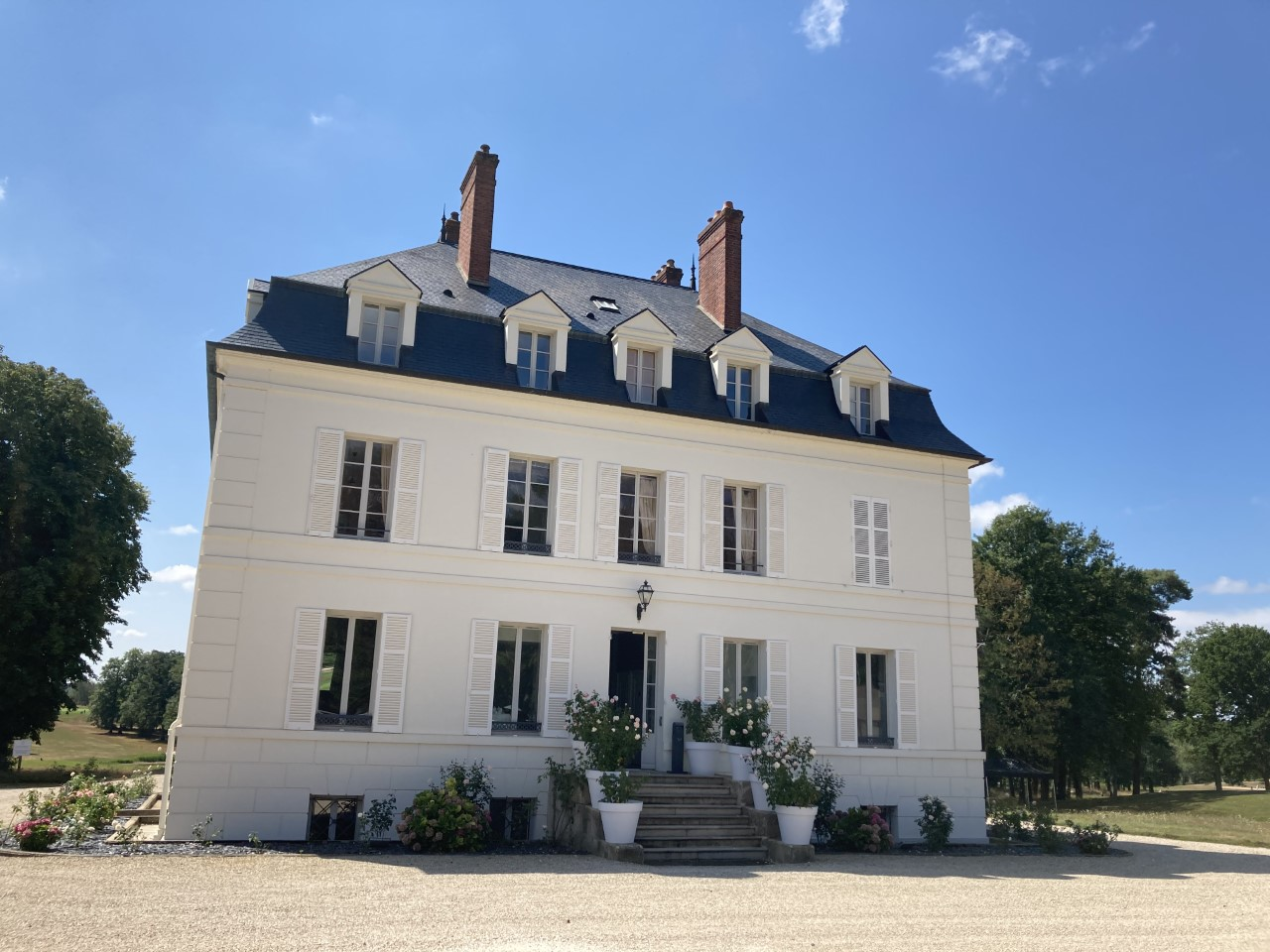
Herrenhaus Roncemay